# De Ommedijck
Het waterschap De Ommedijck was een fusie-waterschap in de Nederlandse provincie Zuid-Holland, gevestigd in Zoetermeer.
De Ommedijck was ontstaan in 1979 uit een groot aantal waterschappen, namelijk:
- De Drooggemaakte Geer- en Kleine Blankaardpolder
- De Drooggemaakte Grote Polder
- De Gecombineerde Starrevaart en Damhouderpolder
- De Grote Polder (Zoeterwoude)
- De Groote Westeindsche Polder
- De Hofpolder
- De Kleine Cronesteinse of Knotterpolder
- De Meeslouwerpolder
- De Nieuwe Driemanspolder
- De Oostvlietpolder
- De Rietpolder
- De Room- of Meerburgerpolder
- De Spekpolder
- De Zoetermeersche Meerpolder
- De Zwet- en Groote Blankaartpolder

en de daarin opgeheven waterschappen

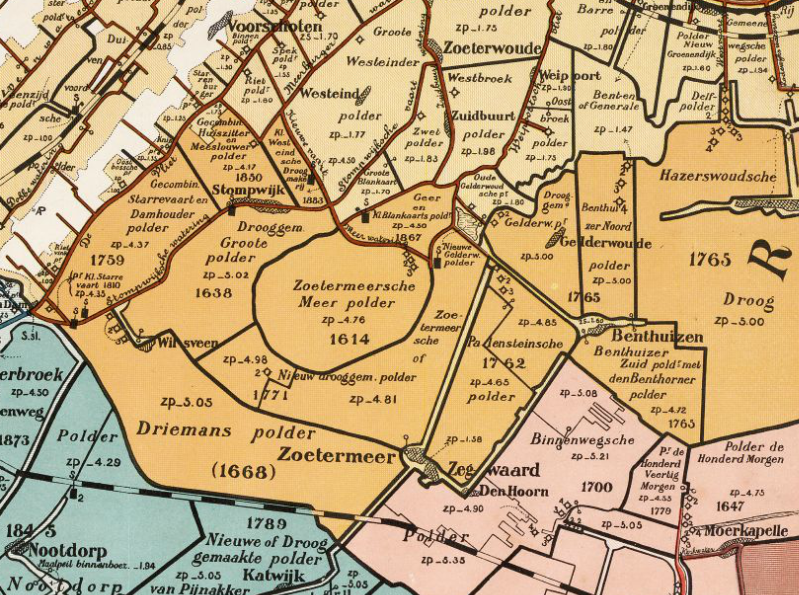
Kaart polders Zoetermeer rond 1900